# Samuel Nauclér
Samuel Nauclér, född. den 30 april 1724 i Delsbo, död 1770, var en svensk läkare. 

## Biografi
Nauclérs föräldrar var prosten Olaus Olai Nauclerus och Justina Sofia Ziervogel. Han var bror till Olof Nauclér. Hans farfars morfar Olaus Martini var ärkebiskop och Bureättling.
Nauclér studerade vid Uppsala universitet för Carl von Linné och Nils Rosén von Rosenstein. I den avhandling han försvarade 1745, men som Carl von Linné, efter tidens sed, hade skrivit, presenterades för första gången celsiustermometern i sin nuvarande form med kokpunkt vid 100 grader och fryspunkt vid 0 grader i stället för tvärtom.
Nauclér var Göteborgs och Bohus läns förste provinsialläkare, med stationering i Uddevalla, 1759-1767.